# ببر (ترانه)
«ببر» (انگلیسی: Tiger) ترانه‌ای از ابرگروه سوئدی موسیقی پاپ آبا است که در سال ۱۹۷۶ منتشر شد. ترانه با همخوانی آنگنیه‌تا فلتسکوگ و آنی-فرید لینگستاد اجرا شد.
این ترانه از منظر ماهیتی تهدیدآمیز نوشته شده‌است که به شنونده دربارهٔ خطرات زندگی شهری هشدار می‌دهد: «کسانی که از من می‌ترسند هرگز به من نزدیک نمی‌شوند، من ببر هستم». معنای دقیق عنوان ترانه مورد بحث است، اگرچه اکثر گمانه‌زنی‌ها بر آن است که واژهٔ «ببر» استعاره‌ای از جنبه‌های خطرناک زندگی شهری است. برخی بر این گمانند که ببر نماینده یک قاتل زنجیره‌ای یا شکارچی است، در حالی که برخی دیگر معتقدند ببر نماد ماهیت مضر مواد مخدر است.
کتاب «نورهای روشن، سایه‌های تاریک: داستان واقعی آبا» این ترانه را «مستحکم» و گاردین آن را «گیرا» توصیف کردند.